# Rosa abyssinica
Rosa abyssinica är en rosväxtart som beskrevs av Robert Brown. Rosa abyssinica ingår i släktet rosor, och familjen rosväxter. Inga underarter finns listade i Catalogue of Life.

## Bildgalleri

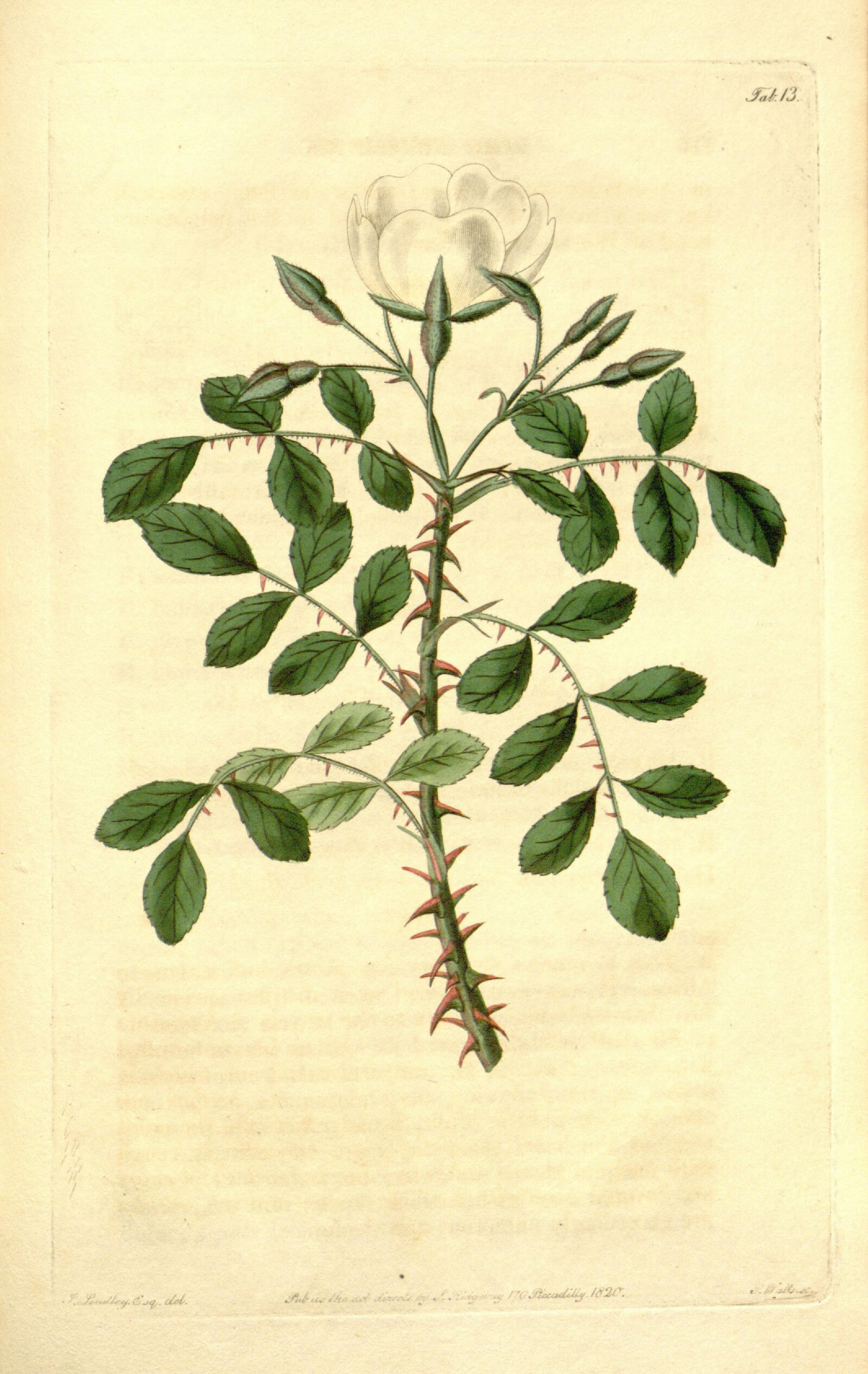